# Mattias Nilsson
Lars Johan Mattias Nilsson (Östersund, 19 de febrero de 1982) es un deportista sueco que compitió en biatlón.
Participó en dos Juegos Olímpicos de Invierno, obteniendo una medalla de bronce en Vancouver 2010, en la prueba de relevo, y el cuarto lugar en Turín 2006, en la misma prueba.

## Palmarés internacional
| Juegos Olímpicos | Juegos Olímpicos   | Juegos Olímpicos  | Juegos Olímpicos |
| Año              | Lugar              | Medalla           | Prueba           |
| ---------------- | ------------------ | ----------------- | ---------------- |
| 2010             | Vancouver (Canadá) | Medalla de bronce | Relevo           |